# Physocleora grisescens
Physocleora grisescens là một loài bướm đêm trong họ Geometridae.